# Trigonella marco-poloi
Trigonella marco-poloi är en ärtväxtart som beskrevs av I.T. Vassilczenko. Trigonella marco-poloi ingår i släktet trigonellor, och familjen ärtväxter. Inga underarter finns listade i Catalogue of Life.